# Нунавут
Ну́навут (англ. Nunavut [ˈnuːnəvʊt], фр. Nunavut [nunavut], инуктитут ᓄᓇᕗᑦ Nunavut [ˈnunavut] — «наша земля») — самая крупная и молодая территория в составе Канады. Нунавут был образован 1 апреля 1999 года в результате отделения от Северо-Западных территорий, хотя существующие границы были установлены ещё в 1993 году. Основными документами являются Акт о Нунавуте и Соглашение о разделе земли в Нунавуте.
Нунавут — наименее населённая из провинций и территорий Канады. При очень маленькой численности населения территории в 39 353 человека, её площадь сопоставима с Индонезией, в которой живёт свыше 270 млн чел.
Столица Нунавута — Икалуит (бывш. Фробишер-Бей) на юге острова Баффинова Земля.
Основной язык территории — эскимосский язык инуктитут, включая его западный диалект инуиннактун. Другие официальные языки — английский и французский.

## География

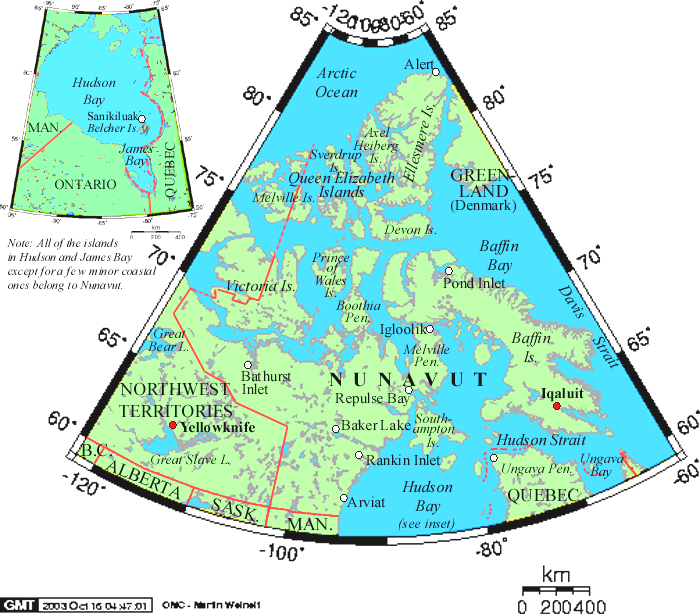
Карта Нунавута

### Границы
Территория Нунавута занимает около 1,9 млн км² суши, включая долю материковой части Канады, большинство островов Канадского Арктического архипелага (исключение составляют остров Принс-Патрик, остров Банкс и части островов Виктория и Мелвилл), все острова в Гудзоновом заливе, заливе Джеймс и заливе Унгава (включая острова Белчер, ранее принадлежавшие Северо-Западным территориям):стр.17-21. Если бы Нунавут был суверенным государством, по площади своей территории он занимал бы 15-е место после Демократической Республики Конго.
Нунавут имеет сухопутные границы на некоторых островах и континентальной суше, а также морские с Северо-Западными территориями на западе, по суше на юге с провинцией Манитоба, узкую сухопутную границу с провинцией Ньюфаундленд и Лабрадор на острове Киллинек (юго-восток). Вместе с Северо-Западными территориями на западе, Манитобой на юге и Саскачеваном на юго-западе Нунавут образует так называемые четыре угла в точке 60°00′ с. ш. 102°00′ з. д., где установлен обелиск и проложен пешеходный туристический маршрут. Границы Нунавута по форме напоминают Инуксук — символ наследия инуитов, но это не было сделано намеренно. Граница между Нунавутом и Северо-Западными территориями отражает соглашения о разделе земли, а границы других регионов были такими задолго до образования территории.
Регион также имеет морские границы с провинциями Квебек, Онтарио и Манитоба. На крайнем северо-востоке, восточнее острова Элсмир, граничит по морю с Гренландией. Омывается водами Северного Ледовитого океана.

### Рельеф

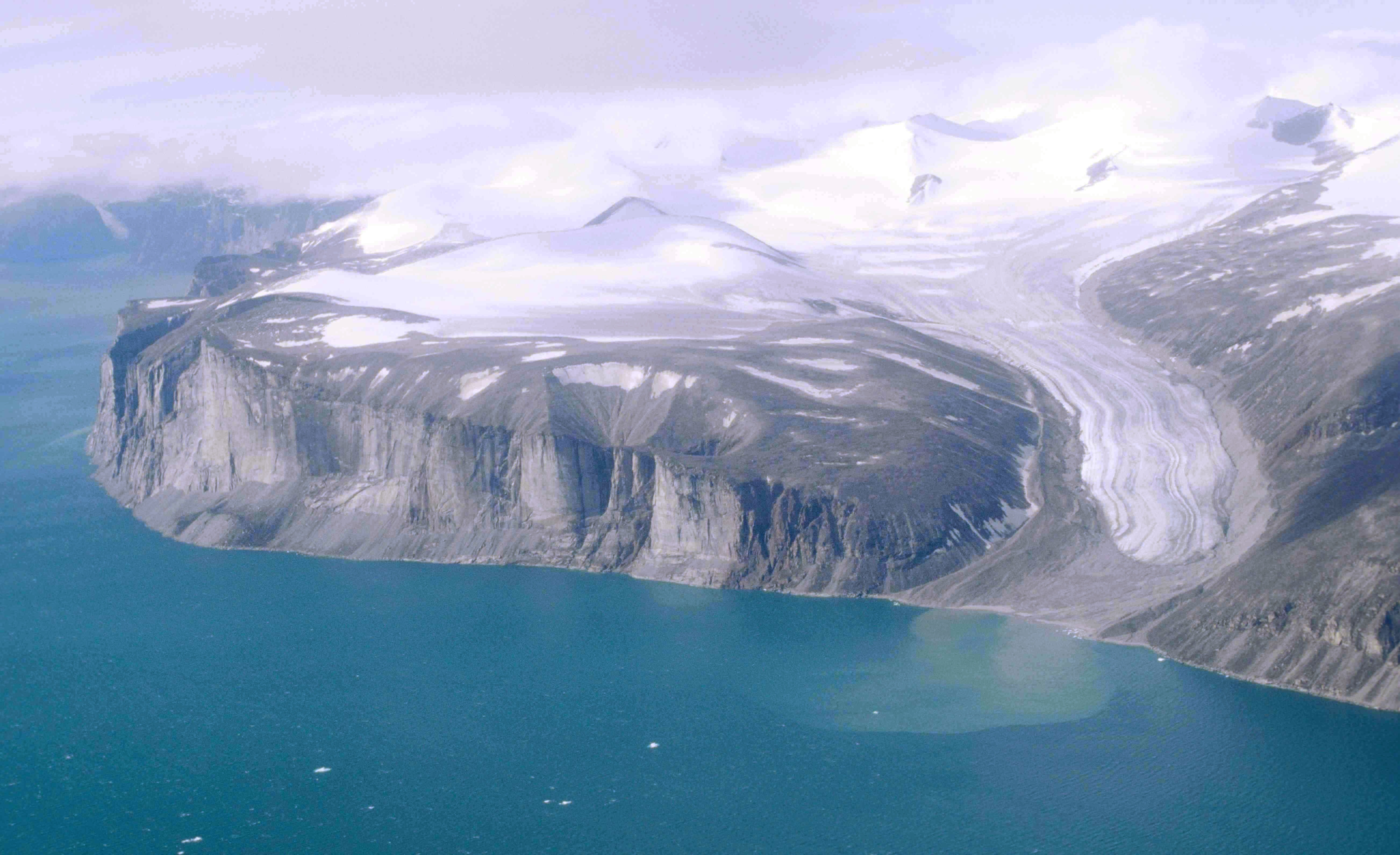
Фьорд Сэм Форд. Северо-западное побережье o. Баффинова Земля, полуостров Ремот

Материковая часть Нунавута и острова в Гудзоновом заливе находятся на Канадском щите, с очень тонким слоем почвы на коренной породе и множеством скальных обнажений, возраст которых достигает 1 миллиарда лет. К северу на смену им приходят более молодые горы:стр.8. На Канадском арктическом архипелаге расположены Арктические Кордильеры, простирающиеся по северной границе континента от юго-западной оконечности острова Принс-Патрик до северной Гренландии. Значительная часть канадского архипелага, в особенности его северная и восточная части, покрыта ледниками с высокими горными пиками — нунатаками. Основная вершина горной системы, Барбо-Пик высотой 2616 метров, расположена на севере острова Элсмир и является самой высокой точкой территории и одной из самых северных вершин в мире, а также самой высокой отметкой Северной Америки к востоку от Скалистых гор.
Множество рек и озёр обусловлено недавно образованным и продолжающим формироваться водоразделом территории под воздействием эффекта пост-ледникового восстановления. Все реки в Нунавуте, расположенные в материковой части, впадают или в Гудзонов залив (Телон, Казан и Дубонт), или в Ледовитый океан (Блэк и Коппермайн):стр.6. Реки часто разливаются, образуя озёра, крупнейшим из которых является озеро Дубонт. На острове Баффинова земля реки, в основном, текут на запад. Кроме того, здесь расположены озёра Неттиллинг — крупнейшее озеро всего Нунавута, и Амаджуак — третье по величине озеро территории. Крупные озёра есть и на острове Элсмир:стр.6 — в частности, озеро Хейзен, являющееся самым большим по объёму озером в мире за Полярным кругом.

### Климат

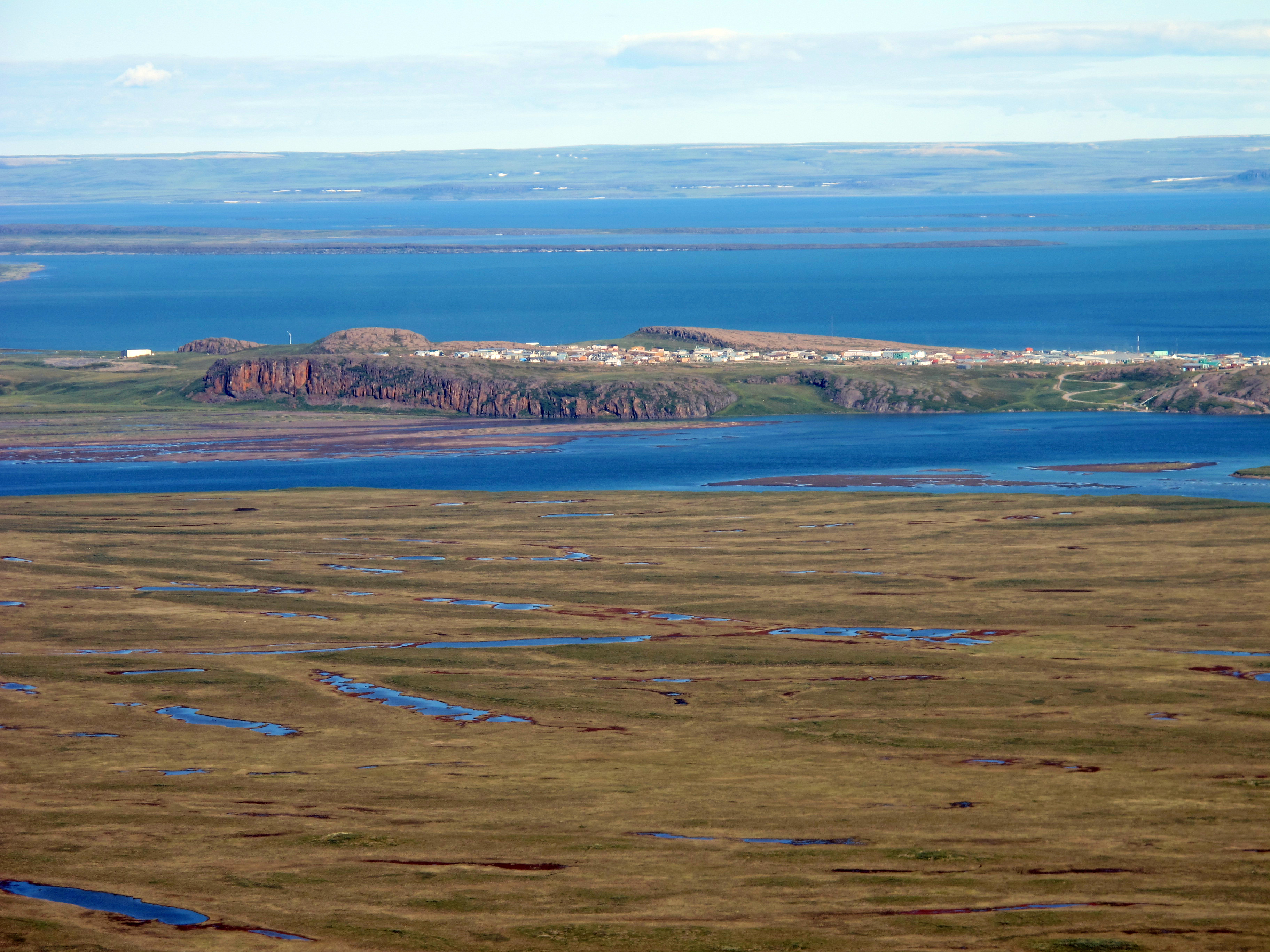
Природа Нунавута

Вся территория Нунавута относится к регионам Крайнего Севера Канады.
Территория Нунавута полностью расположена внутри арктической и субарктической климатических зон, которые характеризуются низкими температурами как зимой, так и летом. Относительно тёплая часть территории расположена на востоке — на побережье Гудзонова залива, где средние дневные температуры января достигают −30 °C, а июля — +10 °C. Заметно холоднее на севере провинции и в районе Баффиновой Земли, где средние температуры достигают −35 °C и 5 °C, соответственно.
Количество осадков в регионе чрезвычайно мало, потому что Нунавут представляет собой арктическую пустыню. Осадки здесь чаще всего бывают в виде снега. Средний годовой уровень осадков равен 200 мм. Этот показатель существенно возрастает на востоке территории, достигая своего максимума на острове Байлот, где он равен 600 мм в год.
Почти вся территория Нунавута расположена в зоне вечной мерзлоты.

### Флора и фауна

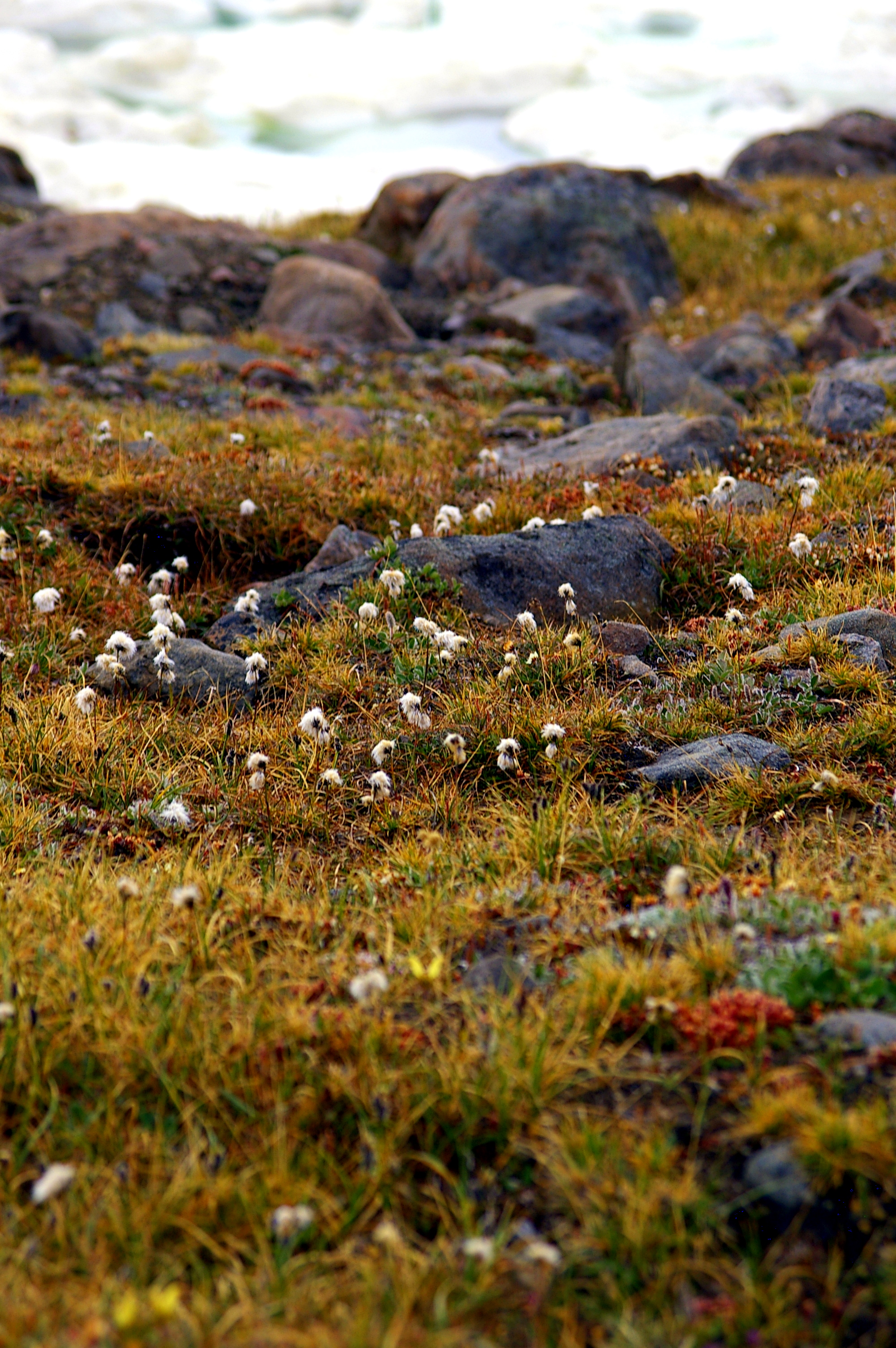
Растительный мир Нунавута

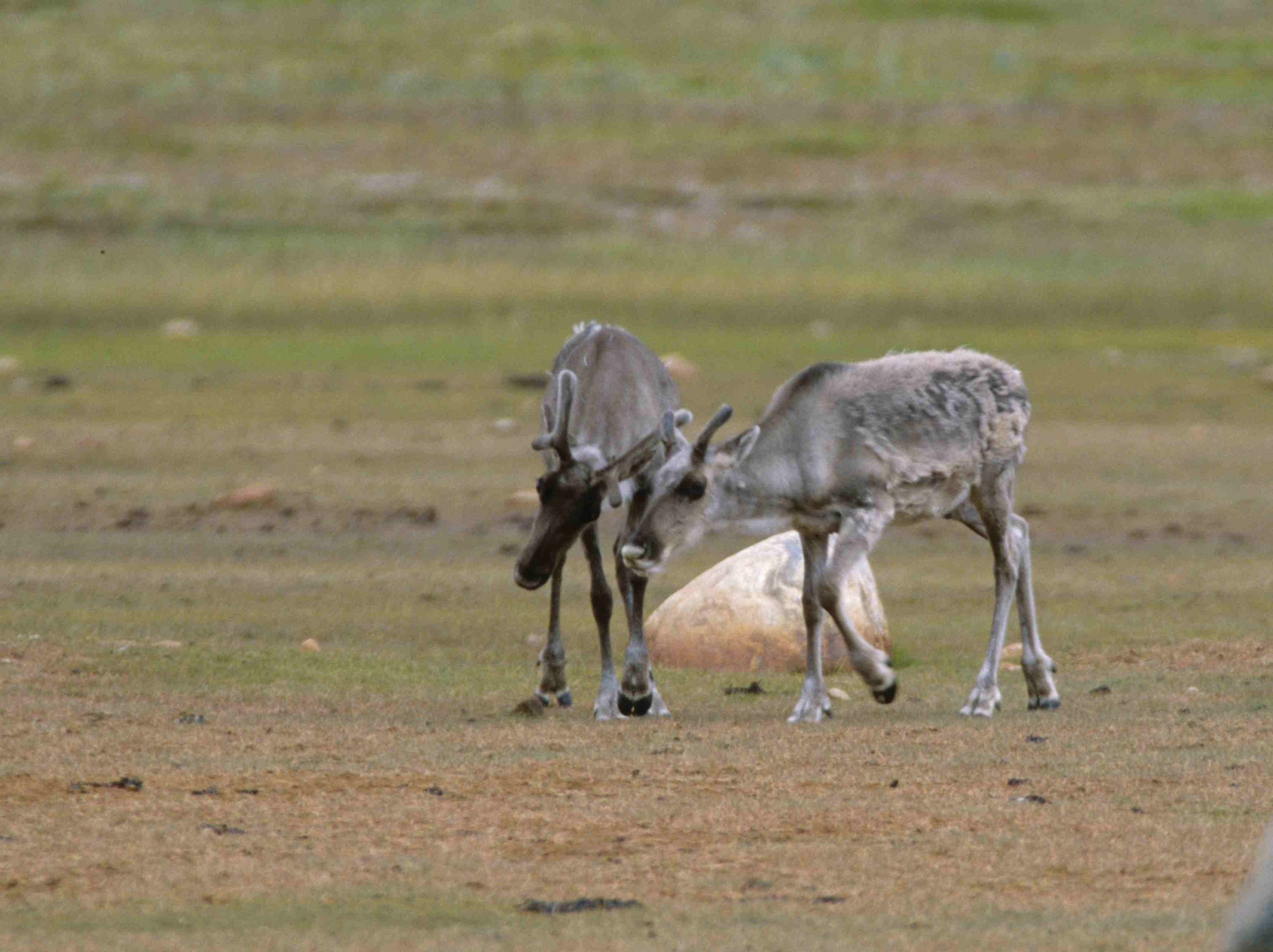
Северные олени

Почти вся территория Нунавута представляет собой арктическую тундру. Исключение составляет очень узкая полоса суши на самом юго-западе, где есть небольшие участки канадской тайги.
Растительность очень скудная: редкие ягодные кустарнички, лишайники, ива полярная, мхи.
На территории Нунавута обитают более 30 видов млекопитающих: овцебык, лось, карибу, волки, лисы, канадская рысь, белый медведь, гризли, американский бурый медведь, росомаха, горностай, выдра, илька, полярный заяц, американский заяц, канадский бобр, ондатра, различные виды леммингов, летучие мыши и др. По причине холодного климата на территории Нунавута не представлены рептилии. Почти все обитающие на территории Нунавута животные виды имеют промысловое или хозяйственное значение для традиционного эскимосского быта.

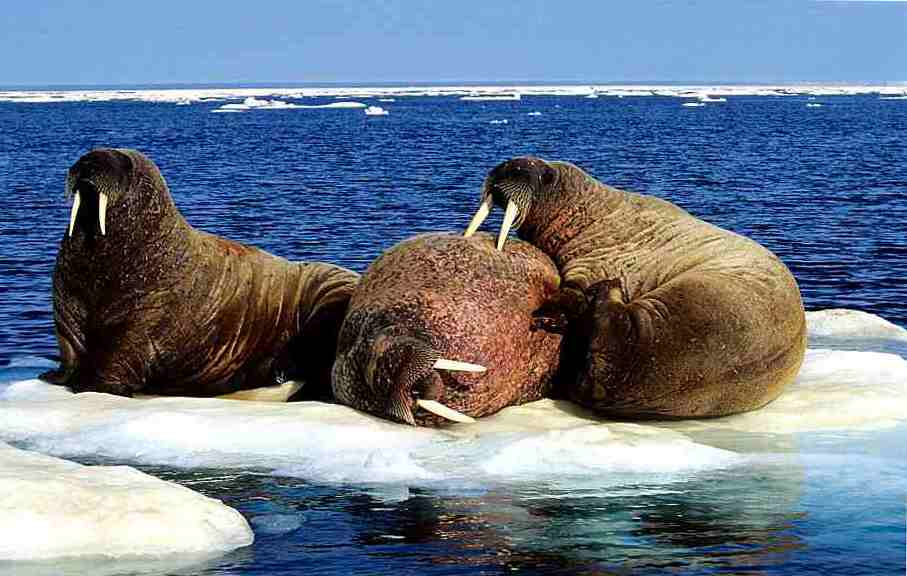
Моржи

Авифауна насчитывает более 100 видов птиц. Из них только ворон обыкновенный, белая сова и белая куропатка обитают на территории Нунавута круглый год; все остальные — перелётные птицы, гнездящиеся в Нунавуте, но зимующие в других регионах. Птиц можно встретить по всей территории Нунавута, но не все виды встречаются с одинаковой частотой. Так, рогатый жаворонок обитает по всему Нунавуту за исключением острова Элсмир; воробьиные обычно не встречаются на островах, а ржанки представлены только на восточном побережье острова Элсмир и Баффиновой Земли. Иногда в Нунавуте можно встретить отдельных представителей нехарактерных для этой территории видов перелётных птиц, таких как деревенская ласточка или голубая сойка.

## История

### Местные жители
Представители культуры дорсет пришли по Беринговому перешейку на Аляску из Сибири, а затем заселили огромные территории на западе вплоть до Гренландии и Лабрадора. Они были единственными представителями человечества в регионе в течение четырёх тысяч лет.

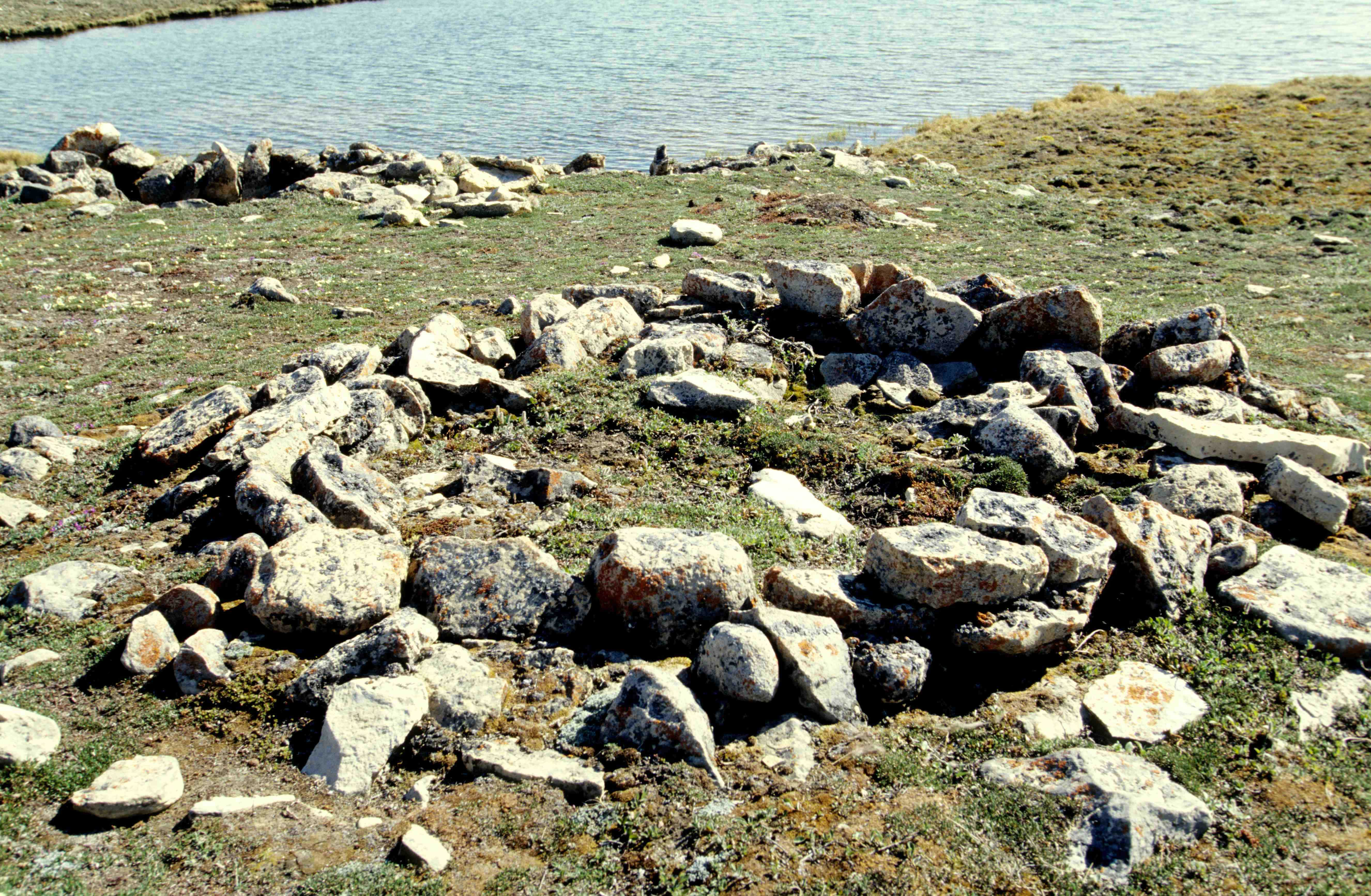
Остатки поселений людей туле.

Около тысячи лет назад в Арктической Канаде поселились люди культуры туле, которые являются предшественниками современных инуитов. Они вытеснили представителей культуры дорсет и основали первые эскимосские поселения на территории Нунавута. Основным источником пропитания и ресурсов людей туле были киты. Вместе с собой туле принесли каяки, гарпуны, умиаки и хорошо приспособленных для сурового климата собак.
Инуиты торговали с викингами, заплывавшими сюда в поисках рыбы, получая от них металлические предметы. Большинство историков считает, что название Маркланд, которое можно встретить в норвежских сагах, и есть остров Баффинова Земля. Около 500 лет назад, во время очередного похолодания, инуиты оставили арктические широты и китовый промысел, перейдя на охоту на карибу и морских котиков — именно такими их застали европейские первопроходцы.

### Первопроходцы
История исследования Нунавута тесно связана с поиском Северо-Западного прохода. В 1576 году Мартин Фробишер посчитал, что нашёл золотую руду в бухте Фробишер, которую в то время посчитали началом прохода, на острове Баффинова Земля. Руда оказалась ничего не стоящей, но именно Мартин Фробишер записал в своём дневнике о первом контакте с эскимосами. Контакт был враждебным, а сам Фробишер взял в плен четырёх эскимосов, которых привёз в Англию, где они вскоре погибли.
Другие исследователи, искавшие неуловимый Северо-Западный проход, появились здесь в XVII веке. В 1610—1615 годах ими были Генри Хадсон (Гудзон), Уильям Баффин и Роберт Байлот.
В 1670 году Великобритания заявила свои права на Землю Руперта, которая включала в себя весь бассейн Гудзонова залива, в том числе материковую часть Нунавута. Позднее и Северо-Западная территория, названная так по своему отношению к Земле Руперта, была объявлена британской. Землями управляла Компания Гудзонова Залива.
После этого количество контактов с европейцами существенно увеличилось. Развивался китобойный промысел, для чего в регион завезли оружие, различные металлические предметы. Кроме того, европейцы принесли с собой музыкальные инструменты, алкогольные напитки, табак и ранее неизвестные инфекционные болезни. Со временем китовые промыслы были вытеснены продажей меха. Европейцы истребляли целые стада животных, от которых зависела повседневная жизнь инуитов. Инуиты также охотились на карибу, тюленей и других животных и обменивали меха и шкуры на европейские товары.

### В составе Северо-Западных территорий

#### Поддержание суверенитета
В 1870 году компания Гудзонова залива передала свои земли только что созданному доминиону Канада. Владения компании включали землю Руперта и Северо-западную территорию. Однако северные острова Нунавута не принадлежали напрямую компании — более того, часто их исследователями и первооткрывателями были скандинавы или американцы. В июле 1880 года британское правительство передало Канаде свои арктические владения со следующей формулировкой: «Все острова, лежащие около таких территорий» (англ. All Islands adjacent to any such Territories), включая ещё не открытые острова, а также острова, открытые иностранцами.
С 1880 по 1910 год различные полярные исследователи явно или неявно пытались распространить на открытые острова суверенитет своих держав — в основном, США и Норвегии. В качестве ответных шагов правительство Канады создало арктические патрули, которые работали с 1897 года. В 1909 году Жозеф-Эльзеар Бернье установил на острове Мелвилл плакат, утверждающий, что весь арктический архипелаг от материка до Северного полюса является территорией Канады. В 1930 году Норвегия отказалась от своих претензий на острова в Канадском Арктическом архипелаге, открытые Отто Свердрупом. В 1930-х годах официально закрепилось разделение Арктики на сектора. Канада подписала соответствующее дополнение к Акту о Северо-западных территориях в 1925 году.

#### Арктическое переселение
Начавшаяся после Второй мировой войны Холодная война сыграла большую роль в заселении и изучении территории. 12 февраля 1946 года правительство США утвердило план строительства арктических метеостанций, который 28 января 1947 года был формально поддержан правительством Канады. Четыре из пяти станций, построенных в 1947—1950 годах на островах Принс-Патрик, Корнуоллис и Элсмир, расположены в Нунавуте: Алерт, Эрика, Исачсен и Резольют. Помимо сбора метеорологических данных и мониторинга окружающей среды, станции были подтверждением арктического суверенитета Канады.
Активная деятельность привела к очередным изменениям в традиционном образе жизни инуитов. В 1930-х годах активная продажа меха, которой занимались коренные жители, прекратилась, а населённые пункты, метеостанции и военные городки привлекали инуитов заработной платой и оказываемыми услугами. В то же время правительство начало поддерживать переселение в населённые пункты. Оно также способствовало религиозным изменениям. Католические и протестантские миссионеры обратили большинство инуитов в христианскую веру.
Кроме того, обеспокоенное стратегическим положением малообжитой территории, федеральное правительство насильно переселило инуитов из района Нунавик в северном Квебеке в Резольют и Грис-Фьорд, находящиеся за полярным кругом. В незнакомых и враждебных условиях они голодали, но их заставили остаться. Сорок лет спустя Королевская комиссия по делам индейцев выпустила доклад, озаглавленный «The High Arctic Relocation: A Report on the 1953-55 Relocation», в котором назвала переселение «одним из самых вопиющих случаев нарушения прав человека за всю историю Канады» (англ. one of the worst human rights violations in the history of Canada, фр. l'une des pires violations des droits de la personne de l'histoire du Canada). В 1996 году правительство выплатило 10 миллионов канадских долларов компенсации пострадавшим и их потомкам, однако официальные извинения были принесены министром по делам индейцев и севера Канады Джоном Данканом только в августе 2010 года.

### Создание территории Нунавут
В 1971 году была создана организация инуитов Канады Inuit Tapirisat of Canada, которая провела ряд исследований и сделала заключение об обособленном проживании инуитов и необходимости создания отдельного региона Канады. В 1976 году между организацией и правительством Канады начались переговоры, на которых обсуждался вопрос разделения Северо-Западных территорий. 14 апреля 1982 года был проведён плебисцит по разделению. Большинство жителей высказалось за разделение, после чего была создана отдельная организация инуитов Нунавута «Tunngavik Federation of Nunavut». Последующие переговоры велись уже с новой организацией, и семь месяцев спустя федеральное правительство подготовило предварительное соглашение. В мае 1992 года прошёл плебисцит, и соглашение о территории было утверждено в сентябре, его ратифицировали примерно 85 % избирателей Нунавута. 9 июля 1993 года Соглашение о разделе земли в Нунавуте и Акт о Нунавуте прошли через Парламент Канады, и 1 апреля 1999 года Нунавут стал полноценной территорией Канады.

## Административное деление Нунавута
При отделении от Северо-западных территорий Нунавуту полностью или частично перешли три района: Баффин, Киватин и Китикмеот. Район Баффин был полностью отдан Нунавуту. Китикмеот почти полностью входит в Нунавут за исключением двух юго-западных участков и северо-западного участка острова Виктория; район Киватин также почти полностью находится в составе Нунавута, кроме юго-западного прямоугольного участка суши. Районы Форт-Смит и Инувик остались административными округами Северо-Западных территорий, за исключением небольшого участка района Форт-Смит, вошедшего в состав Нунавута.
После перехода районы сменили своё название: Баффин стал называться Кикиктаалук, а Киватин — Киваллик. Вместе с тем, ряд организаций, в том числе статистическая служба Канады, предпочитают пользоваться старыми названиями. Районы являются переписными областями, определяющими региональное деление для многочисленных организаций, включая «Nunavut Tunngavik Incorporated» и ряд министерств правительства Нунавута, но их административный статус не ясен.
По данным статистической службы Канады, на территории Нунавута расположен один город (англ. city, фр. ville) — столица Икалуит в районе Кикиктаалук, 24 деревни (англ. hamlet, фр. hameau) и 3 поселения (англ. settlement, фр. établissement). При этом, по данным последней переписи, два поселения пусты, поэтому правительство Нунавута говорит о 26 населённых пунктах. В каждом из них находятся правительственные и местные административные здания, школа, поликлиника и пожарная станция.

## Население

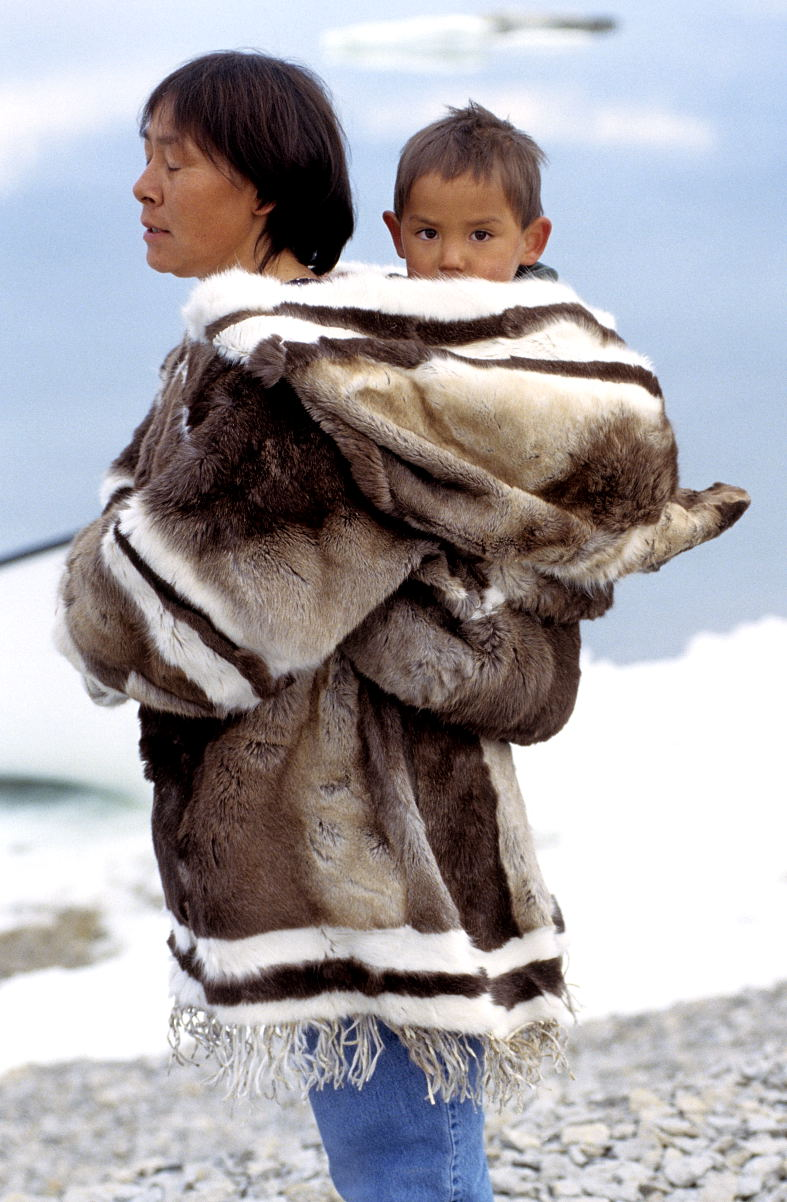
Женщина с ребёнком в национальной одежде из шкур карибу.

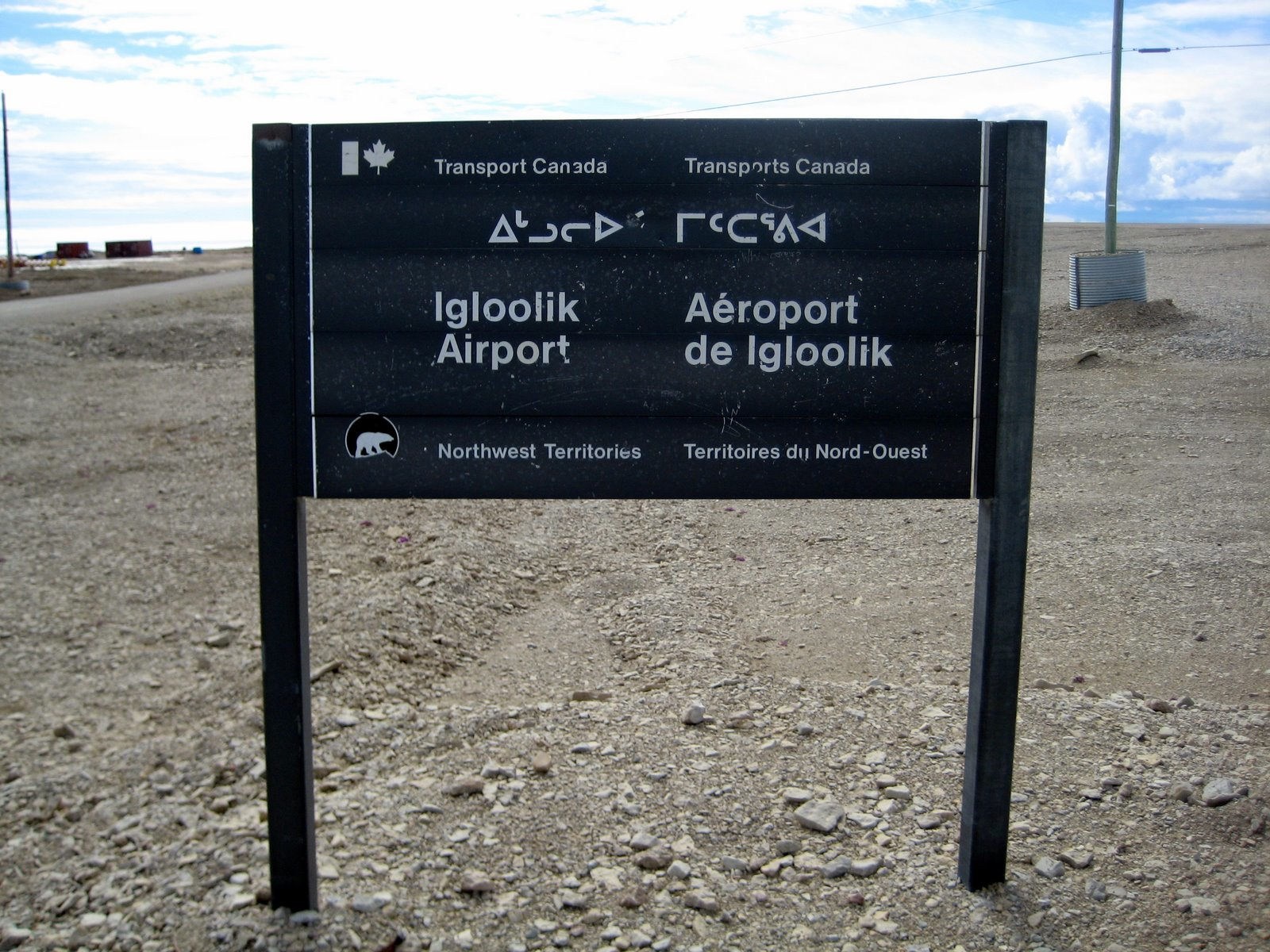
Дорожный знак на английском, французском и языке инуктитут

Основой создания территории Нунавут являлось проживание на ней коренного населения — инуитов, поэтому другие народы представлены слабо. По данным переписи 2006 года, население Нунавута составляло 29 474 человека. Информация о населении основана на данных статистической службы Канады, которая, начиная с 2001 года, даёт некоторую погрешность в цифрах, объясняя это «политикой конфиденциальности». Основную часть населения, 24 640 человек, составляли инуиты. К коренным народностям относятся также индейцы — 100 человек, и метисы — 130 человек. Кроме того, в регионе представлены также так называемые «видимые меньшинства» (англ. visible minorities, фр. minorités visibles), или люди, не относящиеся к выходцам из Европы и не являющиеся аборигенами территории. Видимые меньшинства составляют 420 человек, среди которых 100 чёрных канадцев, 80 китайцев, 80 представителей Южной Азии (Пакистан, Шри-Ланка), 75 филиппинцев, 25 латиноамериканцев и 10 представителей Юго-Восточной Азии (Вьетнам, Малайзия).
Численность населения Нунавута неуклонно растёт. По состоянию на 1 октября 2018 года, его население составило 38 650 человек.
Вместе с тем, плотность населения Нунавута — всего 0,015 человек на квадратный километр; таким образом она является самой маленькой в мире. Если бы Нунавут был суверенным государством, то он был бы наименее густонаселённым государством мира. Например, Гренландия, которая находится восточнее, имеет примерно такую же площадь, но почти вдвое большее население.
По ряду показателей население Нунавута существенно отличается от населения остальной Канады. В частности, на территории преобладает мужское население (15 105 мужчин и 14 365 женщин), в то время как в целом по стране женщин больше. Кроме того, существенно отличается средний возраст жителей: 23,1 года в Нунавуте против 39,5 в Канаде. В отличие от остальной Канады, в Нунавуте почти нет иммигрантов: только 150 человек не имеет канадского гражданства.

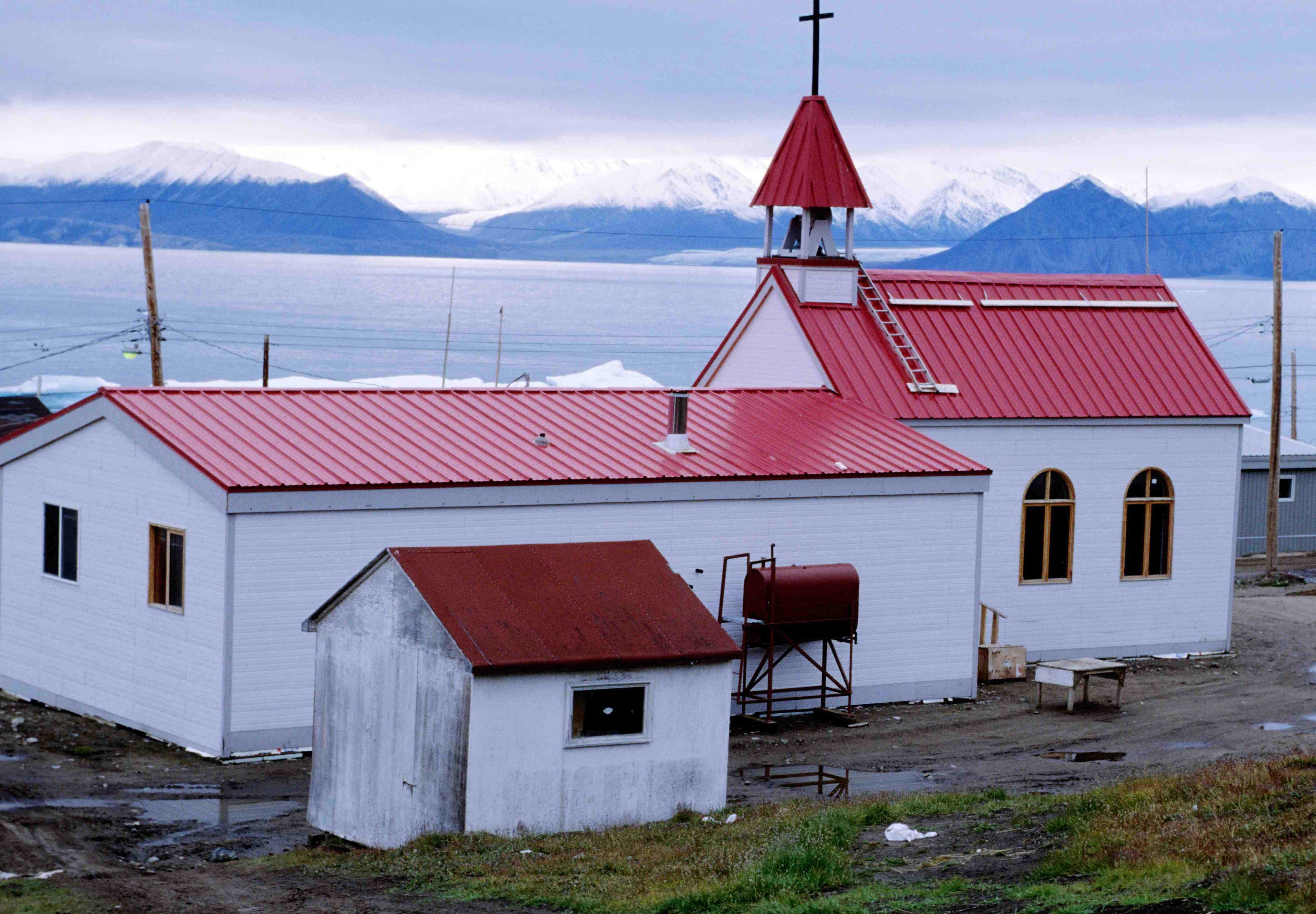
Католическая церковь в Понд-Инлете

Основным языком территории является инуктитут, включая его западный диалект инуиннактун, — на нём говорит примерно три четверти населения. Только 8 тысяч жителей назвали родным один из официальных языков страны (английский или французский). Вместе с тем, английский язык распространён очень широко — на нём говорит более 25 тысяч жителей, а около 13 тысяч используют его дома. Французский язык распространён заметно слабее — в целом по территории его знают немногим более тысячи человек. В настоящее время законодательное собрание и правительство Нунавута используют для своей деятельности английский и французский языки. Перевод на другие официальные языки территории осуществляется специальным бюро при министерстве культуры, языка, пожилых людей и молодёжи, но не является официальным документом. Вместе с тем, правительство Нунавута собиралось к 2020 году полностью перейти на инуктитут.
Религиозный состав территории можно определить по переписи населения 2001 года, в которой были соответствующие вопросы. Подавляющее большинство населения (93,2 %) — христиане, при этом к англиканской церкви Канады себя относят 57,9 %, к римско-католической церкви — 23,3 %.

### Населённые пункты
| Город         | Население, чел. |
| ------------- | --------------- |
| Икалуит       | 7740            |
| Ранкин-Инлет  | 2842            |
| Бейкер-Лейк   | 2069            |
| Иглулик       | 1682            |
| Понд-Инлет    | 1617            |
| Куглуктук     | 1491            |
| Пангниртунг   | 1481            |
| Кеймбридж-Бей | 1477            |
| Йоа-Хейвен    | 1324            |
| Науйаат       | 1082            |
| Клайд Ривер   | 1053            |
| Талойоак      | 1029            |

## Политика
Создание территории Нунавут является итогом первого изменения карты Канады со времени включения в состав страны бывшего доминиона Ньюфаундленд в 1949 году. Тем не менее оно не только изменило карту Канады, но и способствовало эволюции концепции правительства в стране.

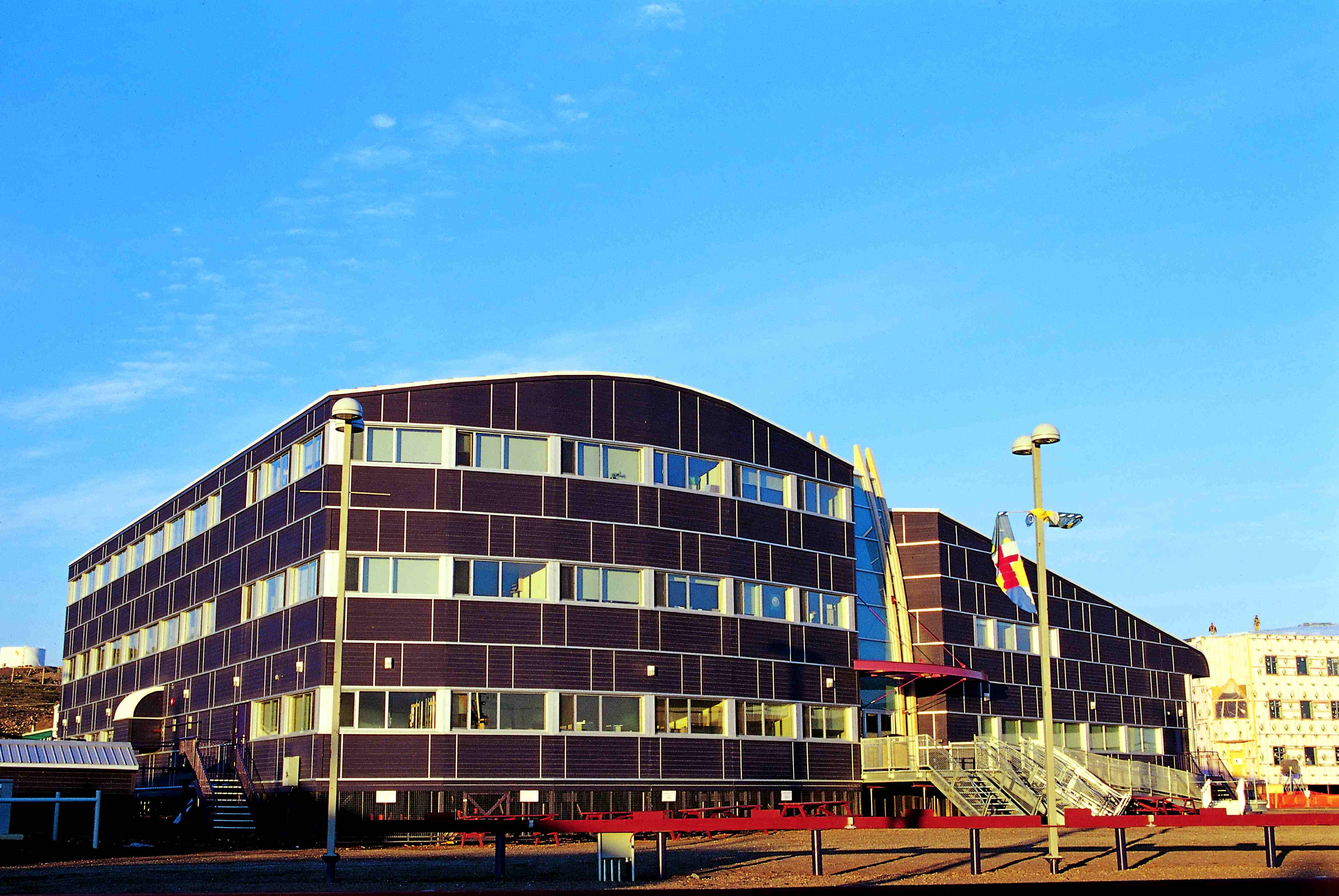
Здание законодательного собрания

Нунавут является территорией, а не провинцией Канады, что нашло своё отражение в его политической системе. В отличие от провинций Канады, территория создана на основе федерального закона, поэтому федеральное правительство имеет право вмешиваться в дела территории. Тем не менее, Нунавут имеет больший контроль над своими делами, чем какая-либо другая территория Канады. По соглашению о разделе земли, Нунавут имеет расширенные права в решении некоторых вопросов, которые обычно подведомственны федеральному правительству (например, в сфере защиты окружающей среды и дикой природы). Федеральное правительство в Нунавуте представляет комиссар территории. Функции комиссара Нунавута схожи с функциями лейтенант-губернаторов провинций и являются скорее представительскими, чем руководящими. Все жители территории независимо от этноса имеют равные права своего представительства и могут находиться у власти; их права и обязанности определяются Канадской хартией прав и свобод. Исполнительная власть находится в руках правительства Нунавута, в то время как законодательная принадлежит законодательному собранию территории, а судебная — суду Нунавута.
Законодательное собрание Нунавута состоит из 19 членов, избираемых на 4-летний срок народным голосованием. В Нунавуте нет политических партий на территориальном уровне. Вместо этого законодательные решения принимаются консенсусом большинства членов. Все члены законодательного собрания избирают спикера, премьера и кабинет министров тайным голосованием. Спикер следит за действиями законодательного собрания. Премьер и кабинет министров возглавляют правительство. Все члены законодательного собрания, не получившие министерские портфели, находятся в официальной оппозиции.
Правительство Нунавута является публичным несмотря на то, что представители инуитов выступали за создание этнического правительства как лучшей гарантии защиты интересов инуитов и их образа жизни. Тем не менее правительство Нунавута имеет некоторые элементы этнического правительства — в частности, инуиты получили пропорциональное представительство в коммунальной службе и территориальной администрации. Кроме того, они участвуют в управлении посредством «ᐃᓄᐃᑦ ᖃᐅᔨᒪᔭᑐᖃᖏᑦ» Inuit Qaujimajatuqangit.

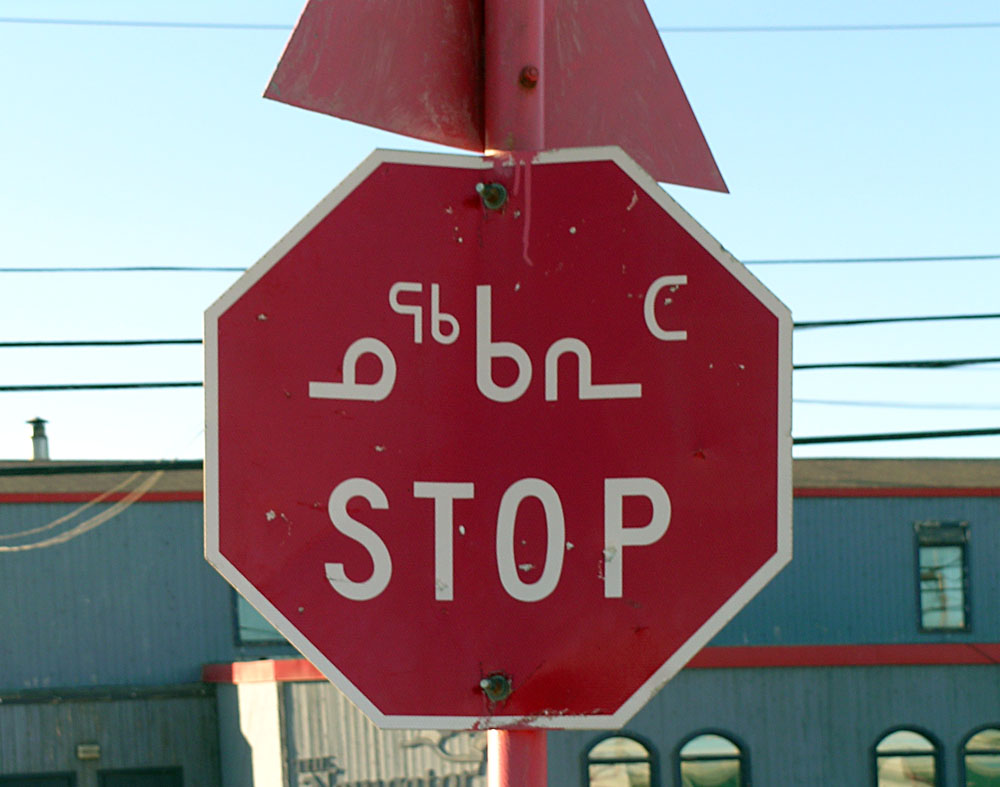
Двуязычный дорожный знак в Икалуите

Правительство Нунавута высоко децентрализовано. Приблизительно 700 мест в центральных органах управления распределены между несколькими населёнными пунктами территории. Центром аппарата управления является Икалуит — столица Нунавута. Здесь находятся Министерство по межправительственному взаимодействию (англ. Department of Executive and Intergovernmental Affairs, фр. Exécutif et des affaires exécutives et intergouvernementales), Министерство финансов (англ. Department of Finance, фр. Ministère des Finances), Министерство трудовых ресурсов (англ. Department of Human Resources, фр. Ministère des Ressources humaines), Министерство юстиции (англ. Department of Justice, фр. Ministère de la Justice). Остальные департаменты, советы, комиссии, корпорации и агентства размещаются в следующих населённых пунктах: Иглулик, Рэнкин-Инлет, Кеймбридж-Бей, Кейп-Дорсет, Арвиат, Йоа-Хейвен, Куглуктук, Пангниртунг, Бейкер-Лейк, Понд-Инлет. Решением децентрализовать правительство лидеры Нунавута надеются расширить возможности для работы в различных населённых пунктах территории.
На федеральном уровне Нунавут представлен по одному человеку в Сенате и Палате общин.

## Экономика
В финансовом плане Нунавут сильно зависит от дотаций правительства Канады. По финансовому соглашению, достигнутому в 1999 году, Нунавут получил от федерального правительства $500 млн за пять лет, что в 1999—2000 годах составляло 90 % бюджета территории. В связи с этим правительство территории в 2003 году приняло «Стратегию экономического развития Нунавута», являющуюся основой развития экономики на несколько лет вперёд и излагающую основные цели и направления экономического развития. Стратегия выделила такие ключевые отрасли, как горнодобывающая промышленность, рыболовство, туризм и народные промыслы. Сложностями на пути развития этих секторов экономики являются высокая стоимость транспортных перевозок, отсутствие морской инфраструктуры, экстремальный климат и удалённость ресурсов.

### Горнодобывающая промышленность

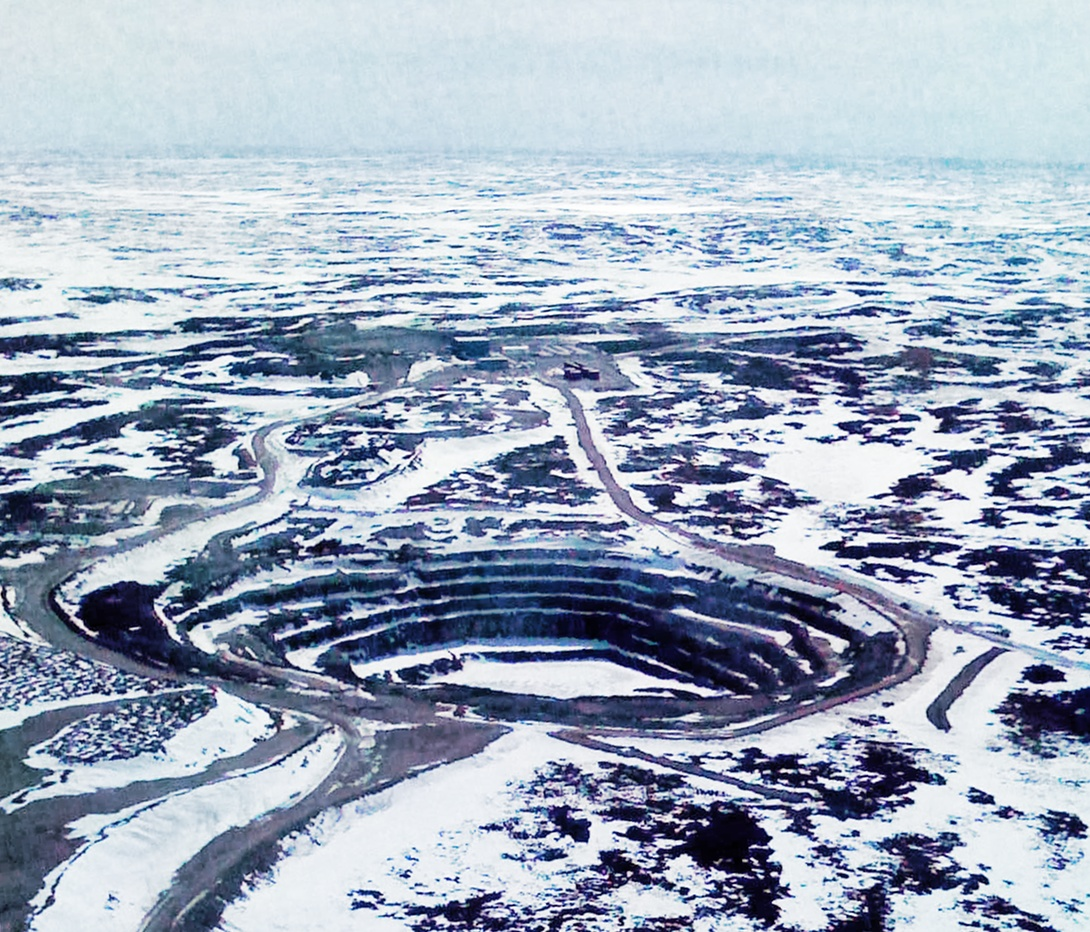
Кимберлитовая трубка Джерико

Нунавут богат полезными ископаемыми, включая металлы (медь, железо, никель, серебро, свинец, цинк, золото), драгоценные камни (алмазы), углеводороды (нефть и природный газ), а также радиоактивные элементы (уран). В 2013 году добычу полезных ископаемых на территории Нунавута вела компания «Agnico-Eagle Mines Ltd», подразделение Meadowbank. Meadowbank — месторождение золота, разрабатываемое открытым способом. На месторождении занято 678 человек, плановые сроки разработки — 2010—2018 гг. Стоимость добычи золота составляет $913,00 за унцию. На севере есть большие запасы угля, нефти и газа; всё в большем размере ищутся способы добычи этих полезных ископаемых.
В настоящее время проводятся активные исследования недр. В 2006 году на исследовательские проекты было потрачено 200 млн канадских долларов. По данным 2009 года, в Нунавут разрабатывалось более 140 проектов с участием около 70 компаний во всех регионах территории. Флагманом отрасли является добыча урана, золота и алмазов. Джерико — первый алмазодобывающий рудник Нунавута — работал в 2006—2008 годах. В 2007 году начались работы по двум проектам по добыче золота — Мидоубанк и Дорис-Норт. У территории также существуют значительные возможности в развитии нефтегазовой отрасли: только в бассейне Свердрупа (англ. Sverdrup Basin) запасы нефти и газа составляют соответственно 11 % и 20 % от общих запасов по Канаде.

#### Закрытые месторождения
Основу экономики составляла добыча цинка, которая в 1998 году принесла 267,8 млн долларов. В начале 2000-х годов низкие цены на металлы привели к закрытию месторождений Полярис и Нанисивик.
- Рудник Люпин 1982—2005 гг. — золото; нынешний владелец — Elgin Mining Ltd — находится на границе с Северо-Западными территориями возле озера Контуойто[64].
- Рудник Полярис 1982—2002 гг. — свинцово-цинковое месторождение, расположенное на острове Литл-Корнуоллис[58].
- Рудник Нанисивик 1976—2002 гг. — свинцово-цинковое месторождение, находящееся недалеко от Арктик-Бей.
- Никелевый рудник Ранкин 1957—1962 гг. — добыча никеля, меди и металлов платиновой группы.
- Алмазное месторождение Джерихо 2006—2008 гг. — располагается в 400 км к северо-востоку от центра Северо-Западных провинций города Йеллоунайф.
- Золотой рудник Дорис Норт. Американская компания «Newmont Mining Corporation» пробурила шахты на глубину 3 км, но не разрабатывала их. Newmont закрыла рудник и в 2013 году продала его компании «TMAC Resources», которая теперь разрабатывает проект добычи.

### Рыболовство

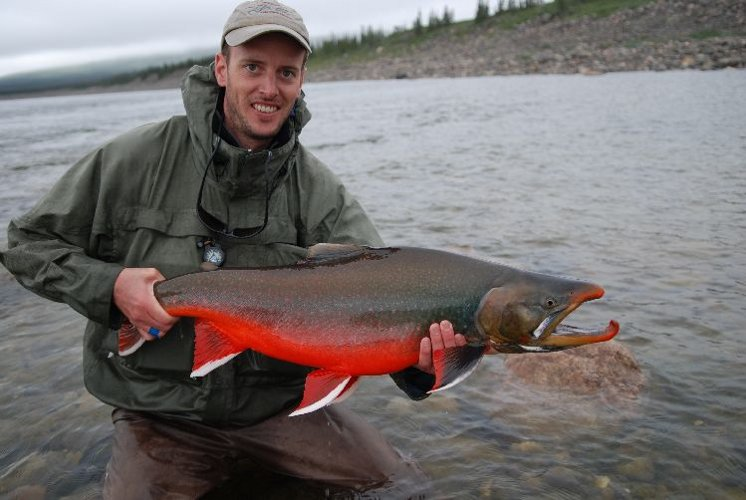
Арктический голец

Инуиты Нунавута долгое время жили в контакте с природой и пользовались морскими дарами; они веками ловили в море рыбу и морских млекопитающих. Неслучайно почти все поселения территории находятся на побережье. Последние 20 лет рыболовство приобретает коммерческие черты. По оценкам экспертов, эта отрасль приносит в экономику Нунавута от 12 до 14 млн долларов ежегодно, а также даёт 300 сезонных рабочих мест. В связи с этим в 2005 году правительством Нунавута совместно с Nunavut Tunngavik Incorporated была принята стратегия развития отрасли:стр.6-7. В 2005 году, в рамках этой программы, министерство окружающей среды Нунавута получило от правительства Канады около 100 тысяч долларов. Основные проблемы отрасли: отсутствие современных исследований в этой области (последние работы проводились в 1970-х годах), слабая обустроенность местных портов для приёма рыболовецких судов, приток рабочей силы с юга, вместо работы с собственными трудовыми ресурсами:стр.9.
Рыболовство существует во всех регионах территории. В Киввалике и Китикмеоте первоначально занимались ловлей арктической форели, но в последние годы перешли также на камбалу, крабов и моллюсков. В регионе Баффин основу отрасли составляет ловля палтуса (Reinhardtius hippoglossoides) и креветок (Pandalus borealis, Pandalus montagui). Если в первых двух регионах разрабатывается только ловля в открытом море, то у региона Баффин есть большие перспективы для прибрежного рыболовства:стр.6-8. Правительство Канады, долгое время не занимавшееся развитием портовой инфраструктуры в Нунавуте:стр.9, перешло к активным действиям. В рамках программы Small Craft Harbours Program идут работы по созданию небольшого рыболовецкого порта в Пангниртунге. В 2008—2009 годах на его строительство было выделено 25 млн долларов. Порт в Пангниртанге является самым крупным в Нунавуте; кроме него, действуют небольшие участки переработки рыбы в Икалуите, Ранкин-Инлете, Кеймбридж-Бей, Йоа-Хэйвен, Честерфилд-Инлете и Уэйл-Коув.

### Традиционные производства
Важной частью экономики являются традиционные национальные промыслы инуитов. В 1940-х годах канадский художник Джеймс Арчибальд Хьюстон оценил экономический потенциал традиционных промыслов инуитов. При поддержке компании Гудзонова залива он стал формировать рынки сбыта для ремесленников. Они приносят в бюджет около 30 млн долларов ежегодно, к 2013 году эта цифра может увеличиться до 50 млн. Кроме того, по данным опроса, проведённого в 2003 году, около трети жителей территории занимаются традиционными ремёслами.

### Туризм

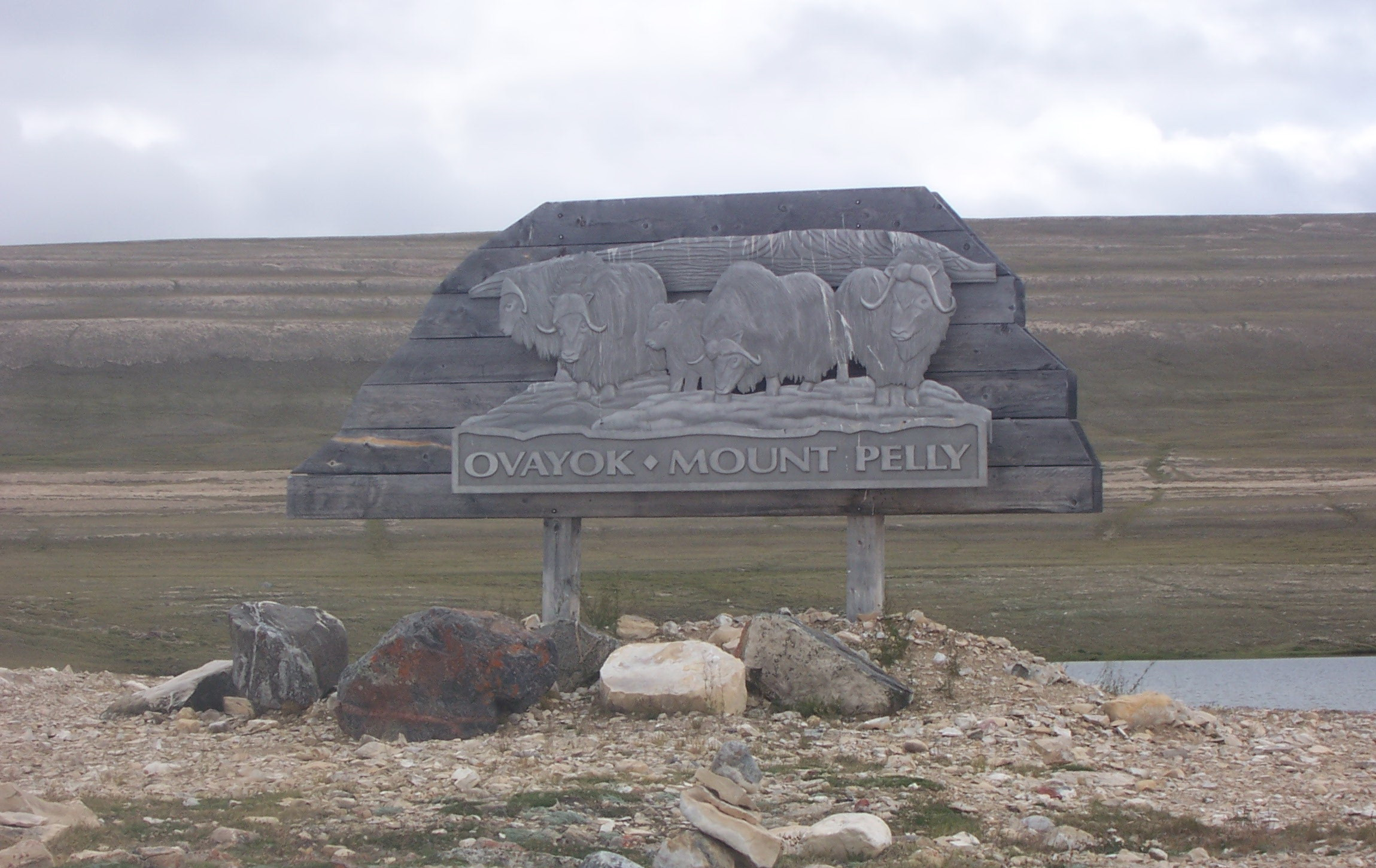
Территориальный парк Овайок

Несмотря на труднодоступность, правительство Нунавута активно развивает туристическую отрасль. Ежегодно территорию посещает около 18 тысяч туристов со всего мира. Туристы имеют возможность заниматься спортивной охотой, рыбалкой и многим другим. Круизные лайнеры ежегодно посещают 4 населённых пункта района Баффин, тем самым являясь важным источником доходов местного населения.
12 августа 1999 года на базе соглашения о разделе земли было подписано дополнительное соглашение (англ. Inuit Impact and Benefit Agreement), которое содержало описание трёх парков территории: Ауюиттук, Куттинирпаак и Сирмилик. В 2003 году к ним добавился национальный парк Уккусиксалик. Кроме того, вниманию туристов предложено 13 территориальных парков, 4 охраняемые реки, два пешеходных маршрута и заповедник дикой природы Телон.

### Транспорт и связь

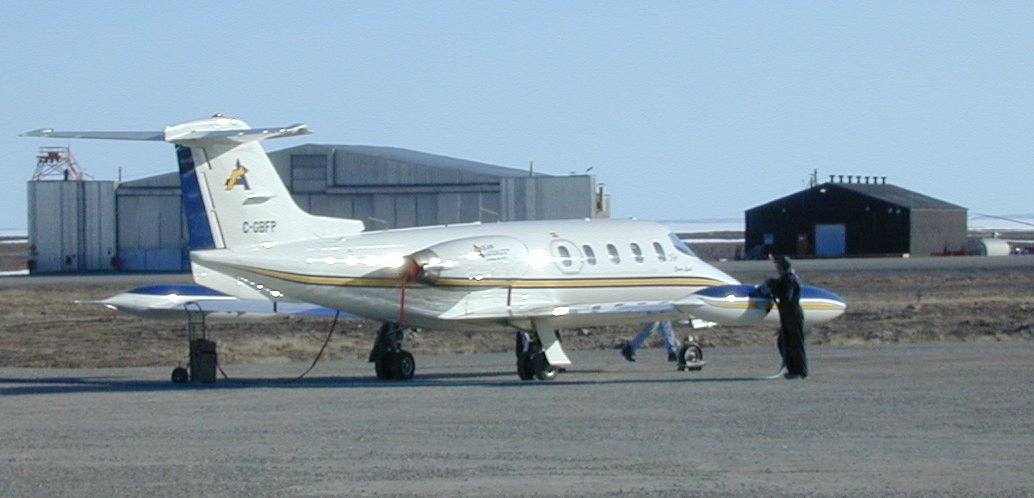
Аэропорт в Кембридж-Бее

Для многих секторов экономики Нунавута основную сложность составляет высокая стоимость транспортных перевозок. Из-за больших расстояний и вечной мерзлоты основу транспортной системы территории составляет авиасообщение, которое существует со всеми населёнными пунктами Нунавута. Для перевозки ряда основных продуктов, включая ГСМ, используется морское сообщение. В летнее время коренные жители всё ещё пользуются речным транспортом. Единственная автодорога территории, протяжённостью 32 км, соединяет шахтёрский городок Нанисивик и Арктик-Бей.
Многие населённые пункты Нунавута связаны с крупными аэропортами Канады за пределами территории. Регион Китикмеот доступен через аэропорты Йеллоунайфа, а затем — Калгари и Эдмонтона; основной аэропорт Киваллика, Ранкин-Инлет, имеет прямое авиасообщение с Виннипегом, а Баффин, где расположена столица территории Икалуит, связан с Оттавой и Монреалем. Кроме того, по Нунавуту проходит авиамаршрут Йеллоунайф — Ранкин-Инлет — Икалуит — Оттава. Основные авиакомпании, осуществляющие пассажирские авиаперевозки по Нунавуту: Canadian North, First Air, Kenn Borek Air, Kivalliq Air, Unaalik Aviation.

### Энергетика
В настоящий момент население Нунавута пользуется в основном дизельным топливом для питания электрогенераторов и отопления домов, а также получают топливо с юга Канады водным или авиатранспортом, потому что в регионе почти отсутствуют автомобильные или железные дороги.
Правительство делает попытки шире использовать возобновляемые источники энергии, что, в целом, поддерживается местным сообществом.

## Социальная сфера
В Нунавуте нет университетов. Единственным учебным центром является Арктический колледж. В школах преподавание до четвёртого класса осуществляется на языке инуктитут, и только потом происходит переход на английский. Для преодоления изолированности во многих школах действует высокоскоростной интернет:стр.641.

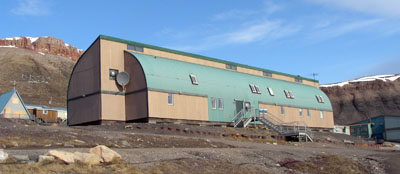
Медицинский центр в Арктик-Бее

Нунавут столкнулся с рядом социальных проблем, обусловленных высоким уровнем цен на товары и услуги, низким доходом населения, низким уровнем образования и высоким уровнем безработицы. В 1999 году число безработных составило 20,7 % от населения Нунавута. Около 38 % местных жителей в возрасте старше 15 лет имеют только девятиклассное образование. Количество самоубийств — примерно в 6 раз выше, чем в остальных провинциях Канады; уровень алкоголизма — в 3 раза выше. Существует ряд проблем в сфере наркомании, сексуальных преступлений. Во многом социальные проблемы территории обусловлены тем, что в ней проживает много молодёжи:стр.642.
Правительство территории разработало ряд стратегий для борьбы с этими проблемами. Был разработан долгосрочный план трудоустройства инуитов (англ. Inuit Employment Plan), который предусматривает повышение уровня занятости коренных жителей до 85 %. В то же время ещё не понятно, сможет ли территория предоставить населению те блага, которые жизненно необходимы, так как прожиточный минимум здесь на 65 % выше, чем в остальных провинциях Канады.

## Культура

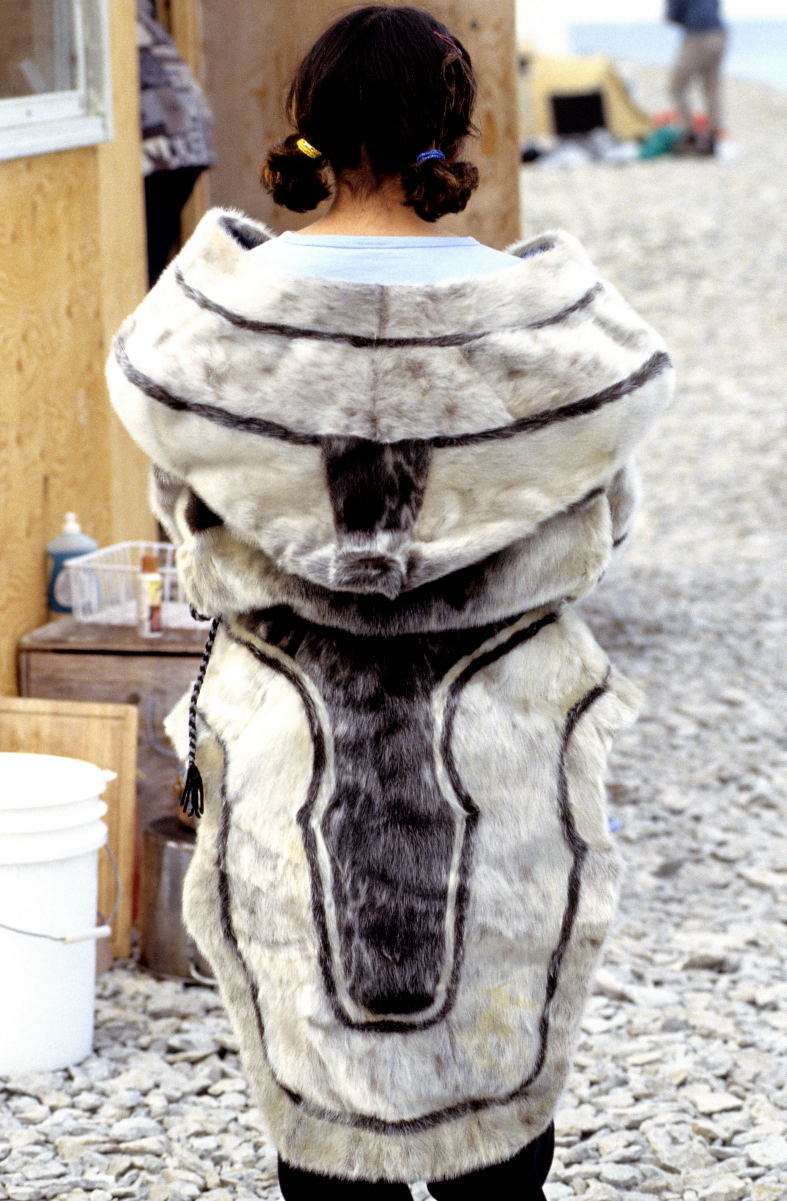
Национальная одежда инуитов

Нунавут представляет собой культурную и языковую автономию эскимосов Канады (инуитов). Культурные традиции инуитов, передаваемые из поколения в поколение, даже сегодня хорошо сохранились.
Богатые традиции имеет инуитское горловое пение. В конце XX и начале XXI века известная певица Сьюзен Аглукарк представила их в современном контексте.
Большую роль в экономике многих населённых пунктов Нунавута играет производство изделий эскимосского народного искусства. Приблизительно 27 % населения провинции занято народными промыслами. Многие местные художники получили мировое признание. Многие канадцы хорошо знакомы с резными изделиями из стеатита таких населённых пунктов, как Кейп-Дорсет и Бейкер-Лейк. В Пангниртунге производятся всемирно известные декоративные ткани и кружева.

## Символика
Основные официальные символы Нунавута, герб и флаг, были утверждены генерал-губернатором Канады Ромео Лебланом вместе с её созданием 1 апреля 1999 года.
Голубой и золотистый цвета флага символизируют богатство земли, моря и неба, красный — принадлежность к Канаде. Инуксук символизирует каменные монументы, которые указывают людям путь на сушу. Традиционная Полярная звезда, помимо навигационного указателя, символизирует руководящую роль старших в общине.
В гербе территории также преобладают голубой и золотистый цвета, а на щите присутствует инуксук и куллик. Куллик — это эскимосская каменная лампа, которая символизирует свет и тепло семьи и общины. Вогнутая арка из пяти золотых кружков указывает на дарующие жизнь свойства Солнца, которое образует арку под и над горизонтом. В верхней части герба расположена Полярная звезда. Украшение наверху гербового щита — иглу, изображающее традиционную жизнь эскимосов и средство выживания. Корона символизирует публичное перед всеми жителями Нунавута правительство и устанавливает членство Нунавута в Конфедерации. Карибу и нарвал — сухопутное и морское животные, которые являются природным наследием Нунавута. Основу под щитом составляют земля, море и изображение трёх видов арктических цветущих растений. Одно из них, пурпурная камнеломка, 1 мая 2000 года было признано официальным цветком территории.
|          | Символ                                                              | Изображение          | Принят             | Примечания |
| -------- | ------------------------------------------------------------------- | -------------------- | ------------------ | --- |
| Герб     | Герб Нунавута                                                       |                      | 1 апреля 1999 года | Содержит символы богатства земли, моря и неба.                                                                     |
| Девиз    | Nunavut Sannginivut ᓄᓇᕗᑦ ᓴᙱᓂᕗᑦ («Нунавут, Наша земля — наша сила»)  |                      | 1 апреля 1999 года | Утвержден вместе с остальными элементами герба.                                                                    |
| Флаг     | Флаг Нунавута                                                       | Флаг Нунавута        | 1 апреля 1999 года | |
| Жезл     | Жезл Нунавута                                                       | Жезл Нунавута        | 30 марта 1999 года | Символ законодательного собрания, переносится парламентскими приставами в Палату во время официальных мероприятий. |
| Цветок   | Камнеломка супротивнолистная Saxifraga oppositifolia                | Purple Saxifrage     | 1 мая 2000 года    | Одно из растений, первым зацветающее весной в Арктике.                                                             |
| Птица    | Белая куропатка (Aqilgiq, ᐊᕐᑭᒡᒋᖅ ᐊᑕᔪᓕᒃ) Lagopus mutus               | Bird: Rock Ptarmigan |                    | Обитает в Нунавуте круглый год.                                                                                    |
| Животное | Канадская инуитская собака (Qimmiq, ᕿᒻᒥᖅ) Canis Familiaris Borealis | Canadian Inuit Dog   |                    | Обитает в Арктике как минимум последние 4000 лет.                                                                  |

### История
- Kenney Gerard. Ships of wood and men of iron: a Norwegian-Canadian saga of exploration in the high Arctic. — Dundurn Press Ltd.[англ.], 2005. — 139 с.
- McGrath Melanie. The Long Exile: A Tale of Inuit Betrayal and Survival in the High Arctic. — A. Knopf, 2006. — 268 с. — ISBN 0007157967.
- Quinn Duffy R. The Road to Nunavut: the progress of the eastern Arctic Inuit since the Second World War. — McGill-Queen’s Press[англ.], 1988. — ISBN 0773506195.
- Rowley Susan D. M., Bennet John. Uqalurait: an oral history of Nunavut. — McGill-Queen’s Press[англ.], 2004. — ISBN 0773523405.

### Флора и фауна
- Anand-Wheeler Ingrid. Terrestrial Mammals of Nunavut. — NWMB, 2002. — ISBN 1553250354.
- Birds of Nunavut. — Baffin Divisional Board of Education, 2002.
- Mallory Carolyn, Aiken Susan. Common Plants of Nunavut. — NWMB, 2004.
- Richard Pierre. Marine Mammals of Nunavut. — 2000.

### Политика
- Nunavut Act. Министерство юстиции Канады (1993). Дата обращения: 20 сентября 2010. Архивировано 25 января 2012 года.
- Nunavut Land Claims Agreement Act. Министерство юстиции Канады (1993). Дата обращения: 20 сентября 2010. Архивировано 25 января 2012 года.
- Официальный сайт. Правительство Нунавута. Дата обращения: 20 сентября 2010. Архивировано 25 января 2012 года.
- Официальный сайт. Законодательное собрание Нунавута. Дата обращения: 20 сентября 2010. Архивировано 25 января 2012 года.

### Экономика и туризм
- Парки Нунавута. Дата обращения: 20 сентября 2010. Архивировано из оригинала 25 января 2012 года.
- Туризм в Нунавуте. Дата обращения: 20 сентября 2010. Архивировано 25 января 2012 года.
- Explore Nunavut: Travel information and community guides. Дата обращения: 20 сентября 2010. Архивировано 25 января 2012 года.

### Культура
- Inukjuak Art History. Виртуальный музей Канады. Дата обращения: 20 сентября 2010. Архивировано 7 августа 2010 года.

### Средства массовой информации
- Nunatsiaq News. Nunatsiaq News[англ.]. Дата обращения: 20 сентября 2010. Архивировано 25 января 2012 года.
- Inuit Broadcasting Corporation. Inuit Broadcasting Corporation[англ.]. Дата обращения: 20 сентября 2010. Архивировано 25 января 2012 года.
- Nunavut online. Northern News. Дата обращения: 20 сентября 2010. Архивировано из оригинала 25 января 2012 года.
- CBC North. Canadian Broadcasting Corporation. Дата обращения: 20 сентября 2010. Архивировано 2 февраля 2012 года.